# Rabetinska Reka
Rabetinska Reka (makedonska: Рабетинска Река) är ett vattendrag i Nordmakedonien.   Det rinner genom kommunen Plasnica, i den västra delen av landet, 70 kilometer sydväst om huvudstaden Skopje.